# Fischeria crispiflora
Fischeria crispiflora är en oleanderväxtart som först beskrevs av Olof Swartz, och fick sitt nu gällande namn av Karl Moritz Schumann. Fischeria crispiflora ingår i släktet Fischeria och familjen oleanderväxter. Inga underarter finns listade i Catalogue of Life.